# Corps Hasso-Borussia Freiburg

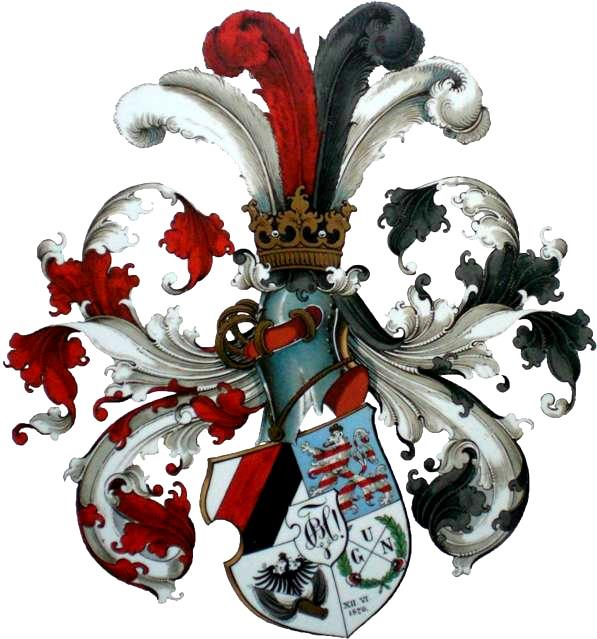
Hasso-Borussias Wappen

Das Corps Hasso-Borussia Freiburg ist eine pflichtschlagende und farbentragende Studentenverbindung im Kösener Senioren-Convents-Verband (KSCV). Das Corps vereint Studenten und Alumni der Albert-Ludwigs-Universität und anderer Freiburger Hochschulen. Die Corpsmitglieder werden Hessen-Preußen – im Jargon „HaBos“ – genannt.

## Couleur
Hasso-Borussia hat die Farben weiß-rot-schwarz-weiß mit silberner Perkussion. Dazu wird ein weißer Stürmer getragen. Das Fuchsband ist weiß-schwarz-weiß.
Der Wahlspruch ist Furchtlos und treu!. Der Wappenspruch ist Gladius ultor noster!

## Geschichte
In Freiburg studierende Inaktive auswärtiger Corps fanden sich im Sommersemester 1874 unter Führung des Freiherrn Schott von Schottenstein Bremensiae, Sueviae Tübingen, Rhenaniae Straßburg zu einer corpsstudentischen Inaktivenvereinigung im Storchen am Schwabentor zusammen. Sie nannten sich schon damals Hasso-Borussen und wollten in Freiburg im Breisgau ein neues Corps gründen. Die meisten waren Hessen, deren größeres Vaterland nach der Deutschen Reichsgründung das Königreich Preußen geworden war. Am 12. Juni 1876 im Römischen Kaiser gestiftet, wurde das neue Corps Hasso-Borussia am 20. Juni 1876 in den Freiburger Senioren-Convent recipiert.
Wegen einer tätlichen Auseinandersetzung wurde es durch die Universität vom 13. Juni bis zum 16. August 1888 suspendiert. Hasso-Borussia rekonstituierte Anfang des Wintersemesters 1888/89. Als die Universität das Corps am 19. Juni 1896 erneut suspendierte, war zwei Tage zuvor das Ersatzcorps Saxonia gestiftet worden. Es hatte die Farben blau-weiß-schwarz auf silberner Perkussion und führte den Wahlspruch Nunquam retrorsum! Die Suspendierung endete am 20. Februar 1897. Mit dem Corps Rhenania Freiburg und dem Corps Suevia Freiburg wurde Hasso-Borussia am 16. Juli 1913 durch die Universität suspendiert, weil sie sich die Gerichtsbarkeit über einen Privatdozenten angemaßt hatten. Die Altherrenconvente übernahmen die Funktionen der Corpsburschen-Convente. Die Suspendierung endete am 18. November 1913 auf dem Gnadenweg.
In der Zeit des Nationalsozialismus suspendierte das Corps am 1. November 1935. Es rekonstituierte am 10. Januar 1936 und suspendierte erneut am 19. Juni 1936. Alte Herren des Corps betreuten von April 1939 bis Wintersemester 1944/45 die Kameradschaft VIII mit dem endgültigen Namen „Reinhold Beyl“, die ihr Domizil anfangs auf dem Haus der Hasso-Borussia hatte.  Durch den Zweiten Weltkrieg verlor Hasso-Borussia 43 Corpsbrüder.
Der Altherrenverein wurde im Juni 1950 reaktiviert. Die Mitglieder rekonstituierten im Sommersemester 1950 als „Tischgemeinschaft Junge Hessen-Preußen“ und beteiligten sich an der Rekonstitution des KSCV. Seit dem 9. Juni 1951 führt der Bund wieder den Namen Corps Hasso-Borussia.

## Vororte
1886 war Hasso-Borussia präsidierendes Vorortcorps. Auch der Zürcher Vorortsprecher (1881) war Hessen-Preuße. Als vorletzter in Würzburg wurde der Vorortübergabekommers 1991 durch Hasso-Borussia als präsidierendes SC-Corps geleitet. Gerhard Kurt Hentsch hielt die Kommersrede.

## Auswärtige Beziehungen
Das Corps unterhält offizielle Verhältnisse zu den Corps Albertina, Rhenania Würzburg und Teutonia Gießen. Gebrochen oder aufgelöst wurden die Verhältnisse mit Guestphalia Halle (Kartell), Borussia Breslau (befreundet) und Franconia-Jena (Vorstellungsverhältnis). Nie gebrochen, aber nicht mehr offiziell sind die Verhältnisse mit Suevia Tübingen und Rhenania Straßburg, weil die beiden Corps nicht mehr dem KSCV angehören.

## Mitglieder
In alphabetischer Reihenfolge

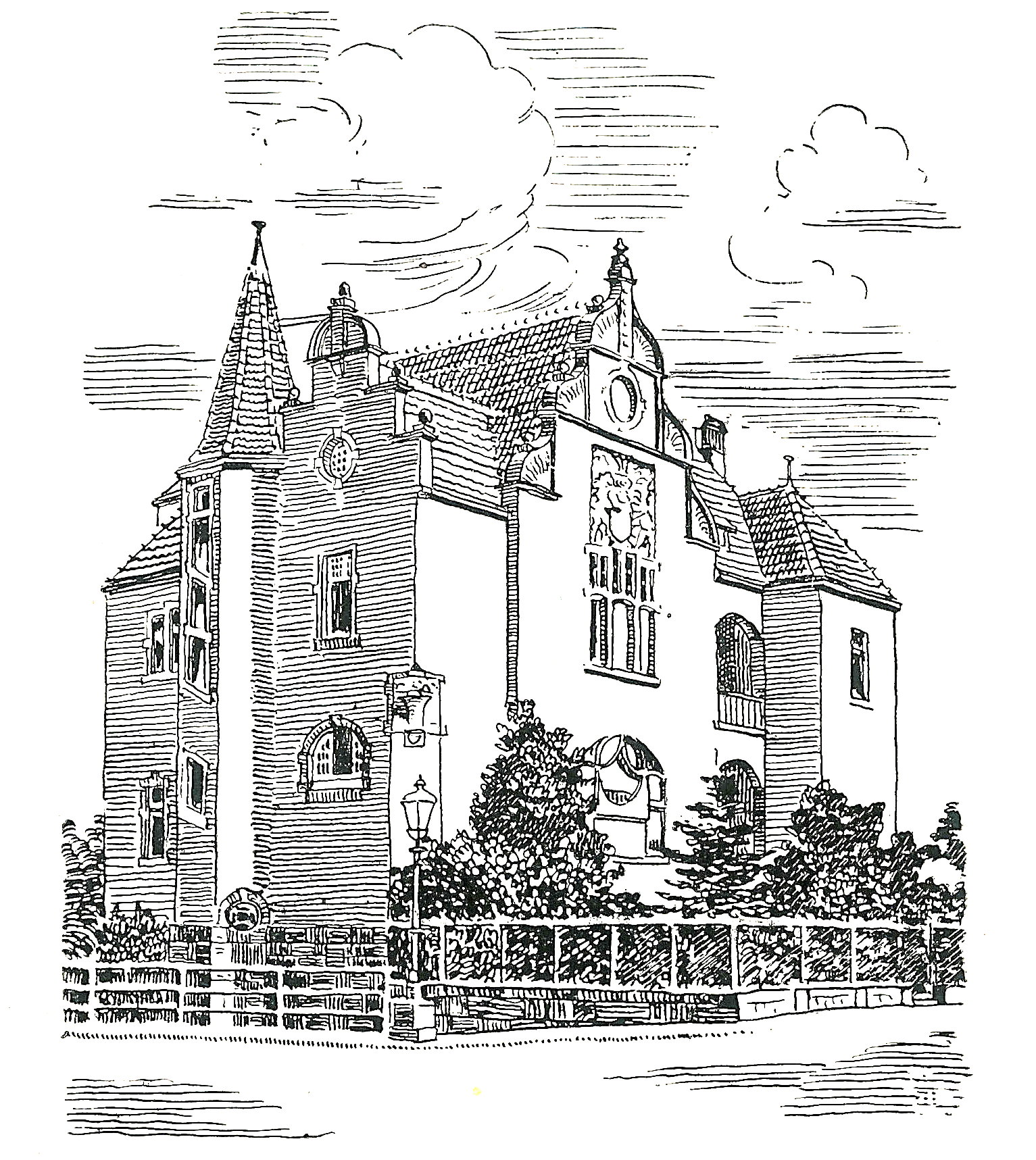
Altes Corpshaus

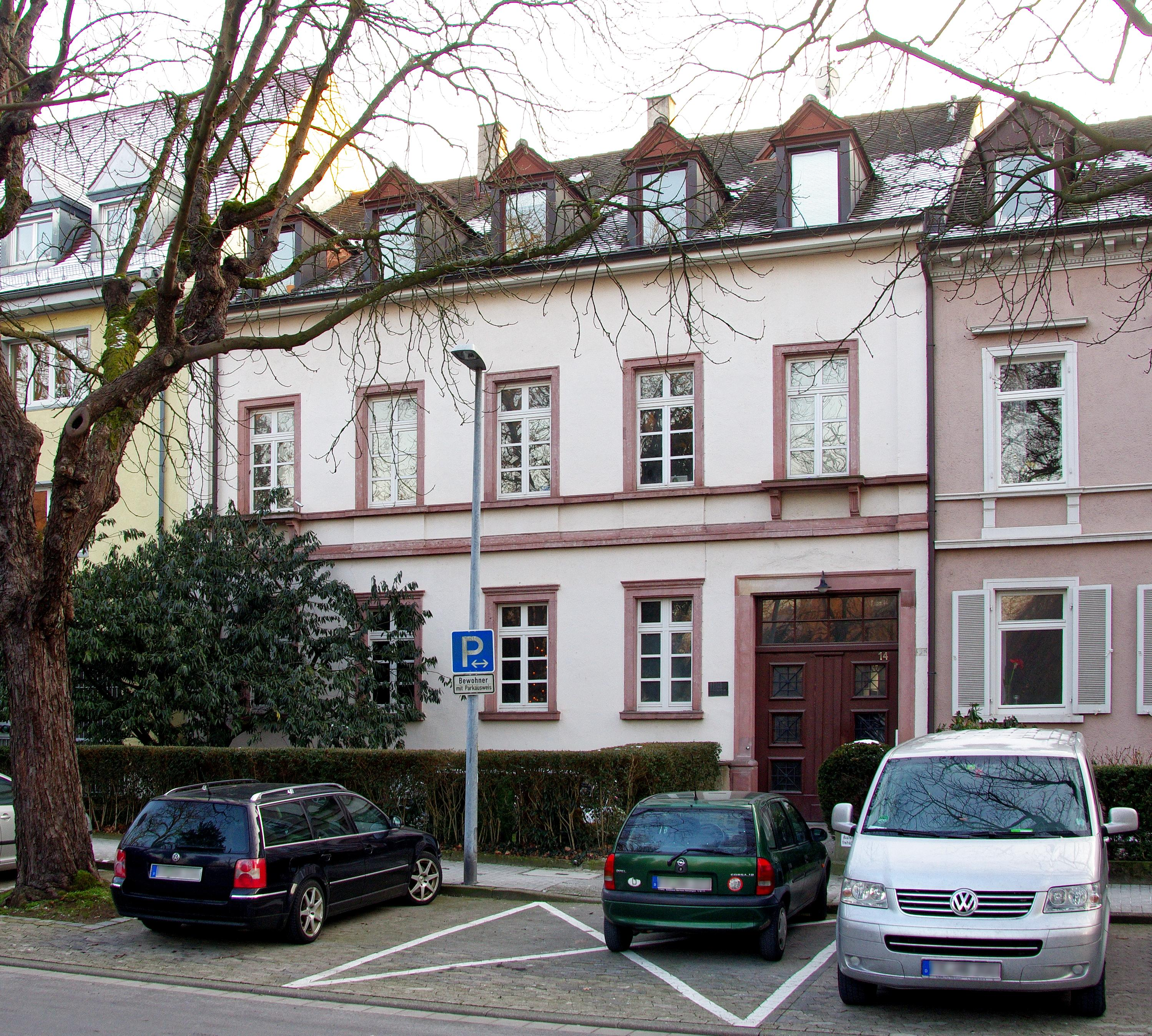
Heutiges Corpshaus

- Hans Baare (1887–1932), Manager der Stahlindustrie
- Emil Belzer (1860–1930), Regierungspräsident in Sigmaringen
- Herbert von Berenberg-Goßler (1883–1918), Anatom in Freiburg
- Hans Böker (1886–1939), Anatom und Zoologe
- August Bostroem (1886–1944), Neurologe und Psychiater
- Julius von Braun (1868–1931), Landrat des Kreises Gerdauen
- Percy Brigl (1885–1945), Hochschullehrer für Agrarchemie in Hohenheim
- Bruno Bruhn (1872–1958), Industriemanager
- Kurt Daniel (1899–1984), Ministerialbeamter
- Georg Deycke (1865–1938), Internist
- Harald Dickertmann (1909–1994), Bundesrichter
- Arnold Diestel (1857–1924), Präsidierender Bürgermeister von Hamburg
- Hans von Ditfurth (1862–1917), Landrat des Landkreises Grafschaft Schaumburg, Mitglied des  Provinziallandtags von Westfalen, MdHdA, Vorsitzender des oKC 1886
- Hermann Fellinger (1884–1957), Reichskommissar, Aufsichtsratsvorsitzender der Didier-Werke und der Karstadt AG
- Richard Forstmann (1877–1951), Bergassessor, erster Leiter der Hauptstelle für Grubenrettungswesen in Essen
- Julius Fressel (1857–1947), Geburtshelfer in Hamburg
- Otto Gerlach (1894–1963), Bankjurist, Genealoge, Herausgeber der Kösener Corpslisten 1930 und 1960
- Horst Geyer (1907–1958), Neurologe und Psychiater
- Daniel Graewe (* 1978), Jurist
- Jürgen Großmann (* 1952), Alleingesellschafter der Georgsmarienhütte Holding GmbH, Vorstandsvorsitzender der RWE AG (2007–2012)
- Werner Hartenstein (1908–1943), U-Boot-Kommandant, Ritterkreuzträger
- Fritz Henkel (1886–1939), Konsul in Reval und Reichenberg
- Karl Hennecke (1886–1933), Manager der Montanindustrie
- Wilhelm Hölling (1880–1953), Wirtschaftsjurist im Bergbau
- Theobald Keyser (1901–1984), Oberbergrat, Hauptgeschäftsführer der Wirtschaftsvereinigung Bergbau und des  Unternehmensverbands Ruhrbergbau
- Karl von Korff (1867–1956), Anatom in Kiel, Tübingen und Argentinien
- Theodor Kramer (1876–1921), Landrat in Ostpreußen und Pommern
- Paul Kratz (1878–1939), Bergassessor, Vorstandsmitglied der Essener Steinkohlenbergwerke
- Paul von Krause (1882–1946), Landrat des Landkreises Querfurt
- Hubert Krier (1905–1994), Bankier und Diplomat, Botschafter in Paraguay
- Hans Kühl (1879–1969), Pionier der Zementchemie und Baustofftechnologie
- Hans Heinrich Kühl (1907–1974), Landrat in Schleswig
- Wilhelm von Kuhlmann (1879–1937), Gesandter in Mittelamerika und Irland
- Wolf-Dietrich Leers (1927–1986), Infektiologe und Versicherungsmediziner, Hochschullehrer in Toronto
- Adolf Lehne (1856–1930), Textilchemiker
- Kurt von Lettow-Vorbeck (1879–1960), Landrat in Cochem und Prenzlau
- Klaus von Loos (1862–1919), Landrat des Landkreises Saatzig, Mitglied des Provinziallandtags von Pommern, MdHdA
- Paul Marx (1888–1952), Geschäftsinhaber des Barmer Bankvereins, Vorstand und Aufsichtsratsvorsitzender der Commerzbank
- Edwin Mayer-Homberg (1881–1920), Rechtswissenschaftler, Ordinarius in Gießen und Marburg
- Wilhelm Momm (1865–1935), Regierungspräsident in Trier, Wiesbaden und Potsdam
- Karl Georg Negenborn (1863–1925), Direktor des Oberversicherungsamts und des Militärversorgungsgerichts in Liegnitz, Mitglied der Preußischen Landesversammlung und des Preußischen Landtags, MdHdA
- Jules Eberhard Noltenius (1908–1976), 2. Bürgermeister von Bremen
- Christian Ohrloff (* 1944), Ophthalmologe
- Max Pagenstecher (1874–1957), Rechtsgelehrter
- Adolf Pauli (1860–1947), Gesandter
- Arnold Paulssen (1864–1942), Jurist und Politiker (Deutsche Demokratische Partei)
- Hans Constantin Paulssen (1892–1984), Industrieller, Präsident der Bundesvereinigung der Deutschen Arbeitgeberverbände (BDA)
- Heinrich Rabeling (1890–1956), Nationalsozialist, Oberbürgermeister von Oldenburg
- Heinrich Refardt (1892–1968), Polizeipräsident in Duisburg-Hamborn, Regierungspräsident in Aurich und Frankfurt (Oder)
- Max Rosenthal (1868–1930), Reichsgerichtsrat
- Werner Rotter (1897–1977), Pathologe
- Theodor Rumpf (1851–1934), Internist, Infektiologe und Neurologe
- Albrecht Schackow (1907–1994), Ehrenmitglied der Compagnie der Schwarzhäupter zu Riga
- Paul Schäfer (1881–1965), Gynäkologe
- Friedrich Scheck (1879–1924), Landrat in der Neumark
- Ernst Schliewen (1867–1945), Reichsgerichtsrat
- Hans Schmidt-Horix (1909–1970), Botschafter
- Gerhard Schoeller (1886–1970), Osnabrücker Papierfabrikant
- Hans-Christoph Seebohm (1903–1967), Bundesminister für Verkehr (1949–1966), IdC
- Kurt Seebohm (1870–1946), Montanindustrieller
- Richard Seebohm (1871–1945), Landrat in Stadthagen
- Eugen Simon (1880–1941), Landrat in Gumbinnen
- Ernst Springer (1862–1933), Landrat des Kreises Oldenburg in Holstein
- Otto Hermann Steche (1879–1945), Mediziner und Zoologe
- Gerhard Stumme (1889–1934), Landrat
- Walter Teller (1928–1999), Pädiater
- Karl Tettenborn (1858–1938), Oberbürgermeister von Altona, MdHH
- Hans Hermann Völckers (1886–1977), Diplomat
- Thilo von Werthern-Michels (1878–1962), Landrat
- Kurt Wiechert (1880–1934), Landrat im Kreis Angerburg